# ジェシー・ロイス・ランディス
ジェシー・ロイス・ランディス（Jessie Royce Landis,  1896年11月25日 - 1972年2月2日）は、アメリカ合衆国の女優である。

## 来歴
1896年、イリノイ州シカゴに生まれる。20歳のときにシカゴを拠点とする劇団の舞台へ出演して女優デビュー。後にブロードウェイデビューも果たし、1930年に映画『放浪船』で映画デビューした。1940年代後半から本格的に映画へ出演し始めたほか、テレビドラマなどへも出演して女優としての確固たる地位を築き上げた。アルフレッド・ヒッチコック監督の映画へも『泥棒成金』と『北北西に進路を取れ』などへ出演しているほか、イングリッド・バーグマン主演の『さよならをもう一度』などへの出演でも知られている。

### 死去
1972年2月2日、コネチカット州ダンベリーにて癌により死去。75歳だった。

## 出演作品

### 映画
- 放浪船 Derelict (1930)
- 我輩は新入生 Mr. Belvedere Goes to College (1949)
- 春の珍事 It Happens Every Spring (1949)
- 愚かなり我が心 My Foolish Heart (1949)
- Mother Didn't Tell Me (1950)
- Larger Than Life (1952) ※テレビ映画
- Meet Me Tonight (1952)
- 泥棒成金 To Catch a Thief (1955)
- 白鳥 The Swan (1956)
- The Girl He Left Behind (1956)
- いとしの殿方 My Man Godfrey (1957)
- I Married a Woman (1958)
- 北北西に進路を取れ North by Northwest (1958)
- A Private's Affair (1959)
- さよならをもう一度 Goodbye Again (1961)
- パリよ、こんにちは! Bon Voyage! (1962)
- プレイボーイ Boys' Night Out (1962)
- Critic's Choice (1963)
- Gidget Goes to Rome (1963)
- 大空港 Airport (1970)
- Mr. and Mrs. Bo Jo Jones (1971) ※テレビ映画

### テレビドラマ
- The Chevrolet Tele-Theatre (1948)
- Actor's Studio (1949)
- Kraft Television Theatre (1954)
- クライマックス! Climax! (1956)
- Art Carney Special (1960)
- ヒッチコック劇場 Alfred Hitchcock Presents (1960)
- Adventures in Paradise (1961)
- 0011ナポレオン・ソロ The Man from U.N.C.L.E. (1965)
- 鬼警部アイアンサイド Ironside (1969, 1971)
- 刑事コロンボ / 『もう一つの鍵』 Columbo (1971)